# Chryseobacterium capnotolerans
Chryseobacterium capnotolerans ist ein Gram-negatives Stäbchenbakterium aus der Gattung Chryseobacterium, welches erstmals von einer rohen Bratwurst, die unter erhöhten CO2-Werten verpackt wurde (Modified Atmosphere Packaging), isoliert wurde und steht damit im möglichen Zusammenhang mit dem Verderb von Lebensmitteln. Das Art-Epithel leitet sich aus dem Griechischen kapnos (für „Rauch“, in der Biologie auch für Kohlenstoffdioxid verwendet) und Latein tolerans (für „tolerierend“) ab und verweist auf die Eigenschaft dieser Spezies, bei erhöhten CO2-Konzentrationen von bis zu 40 % wachsen zu können (Capnotoleranz).

## Eigenschaften
Die Spezies ist, wie auch andere Vertreter der Gattung Chryseobacterium, Cytochrom-c-Oxidase-positiv und Katalase-positiv. Auf Nährböden wächst sie in der Regel in Form von orange-pigmentierten, glänzenden Kolonien, bei Temperaturen zwischen 8 und 39 °C und toleriert bis zu 4,5 % NaCl. Zur Kultivierung kann Casein-Soja-Pepton-Agar genutzt werden. Zellen von Chryseobacterium capnotolerans sind unbeweglich und weisen eine Länge von 2 µm sowie eine Breite von 0,8 µm auf. Die Art ist in der Lage Biofilme zu bilden.
Die Zellmembran von Chryseobacterium capnotolerans zeichnet sich durch das Vorkommen von Phosphatidylethanolamin sowie diversen Ornithinlipiden aus. Darüber hinaus wurden die seltenen polaren Lipide Sulfobacin A, Flavolipin und Cytolipin sowie ein Glykolipid detektiert. Ebenfalls charakteristisch, wie bei der Gattung, ist das Vorkommen von Menachinon 6 sowie des orangefarbenen Pigments Flexirubin.

## Genetik
Das Genom des Organismus wurde vollständig sequenziert und in der internationalen NCBI-Datenbank hinterlegt. Es weist eine Größe von 5,36 Megabasenpaaren auf. Der G+C-Gehalt liegt bei etwa 35,51 mol%.